# AIK Estocolmo
El Allmänna Idrottsklubben Fotboll (en español: Club Deportivo de Fútbol General), conocido simplemente como AIK Estocolmo, AIK Solna o simplemente AIK, es un club de fútbol sueco localizado en Estocolmo. El club disputa sus partidos como local en el estadio Friends Arena, ubicado en Solna, un municipio de Estocolmo que limita con el centro de la ciudad. Actualmente milita en la primera división de Suecia, la Allsvenskan, y está afiliado a la Asociación de Fútbol de Estocolmo. Pertenece a Allmänna Idrottsklubben (AIK), el club deportivo que se formó en 1891 y cuyo departamento de fútbol se formó en 1896.
Disputa el clásico Derbi de los Gemelos con el Djurgårdens IF Fotboll.
El AIK ocupa el tercer puesto en la tabla Allsvenskan de todos los tiempos. El club tiene el récord de haber jugado la mayor cantidad de temporadas en la máxima categoría sueca. Además, AIK es el club que ha terminado entre los tres primeros en Allsvenskan la mayor cantidad de veces (diez) en este siglo, y por lo tanto es el club sueco que se ha clasificado más veces para competiciones de clubes de la UEFA durante dicho período.
AIK es el único equipo de Estocolmo que se ha clasificado para la fase de grupos de una competición de la UEFA. El club llegó a los cuartos de final de la Recopa de la UEFA 1996-97, se clasificó para la fase de grupos de la UEFA Champions League 1999-2000 y la fase de grupos de la UEFA Europa League 2012-13.

## Historia

### Fundación del club y comienzos (1891-1923)

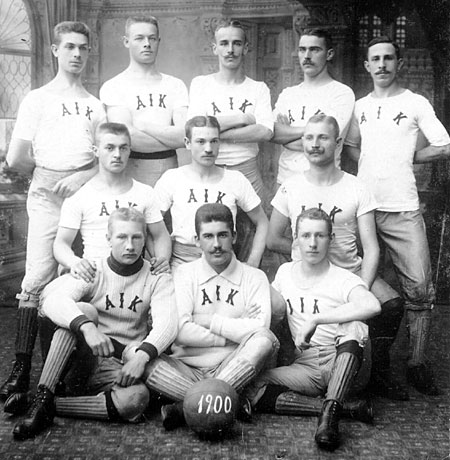
El AIK que ganó su primer título de liga en 1900.

El club fue fundado el 15 de febrero de 1891 por la familia Behrens en Biblioteksgatan 8 en Estocolmo, convirtiéndose en el primer club urbano de la ciudad de Estocolmo. Hubo un par de adolescentes que decidieron formar un club deportivo. El nombre, Allmänna Idrottsklubben («Club de Deportes General»), fue elegido porque se había acordado que se ejercitarían todos los deportes considerados. AIK como club también era "general" en el sentido de que cualquiera podía hacerse miembro. La elección del negocio también fue importante. Las primeras ramas del club eran la gimnasia y el atletismo, que en la década de 1890 se llamaron "deporte general".
En 1896, el fútbol fue llevado al programa por Sigge Stenberg. El equipo jugó en Ladugårdsgärdet en Östermalm. Tres años más tarde, 1899, AIK jugó contra el rival local del Djurgårdens IF en circunstancias difíciles. Los postes de las porterías consistían en pilas de madera, que estaban enterradas en el suelo y una cuerda que se usaba como red. AIK ganó este partido histórico por 2-1. Desde 1901, AIK jugó en Idrottsparken, un pequeño lugar deportivo ubicado donde ahora se encuentra el Estadio de Estocolmo. En 1900-1901 derrotó al Örgryte IS en dos finales consecutivas. En la primera fase final, el primer equipo de Örgryte fue derrotado por 1-0 y el otro ganó contra su equipo por abandono. En 1908 AIK tenía dos jugadores en el equipo nacional que vencieron a Noruega. En 1912, se inauguró el Estadio Olímpico de Estocolmo, sede del AIK.
En la serie sueca, la primera serie nacional en Suecia, AIK tuvo menos éxito. Las asociaciones de Gotemburgo (Örgryte IS, GAIS e IFK Göteborg) fueron las dominantes. AIK jugó dos finales, 1923 contra GAIS y 1924 contra Örgryte IS, pero perdió ambos.

### Creación de la Allsvenskan y Segunda Guerra Mundial (1924-1950)
Cuando Allsvenskan comenzó en 1924-25 con un partido contra Västerås IK, AIK fue uno de los favoritos. Aunque el equipo no había ganado la serie sueca, habían ganado tres campeonatos en la década de 1910 (1911, 1914 y 1916). Sin embargo, AIK solo tuvo cinco en el debut en Allsvenskan y también perdieron contra todos los equipos de Gotemburgo. En la Allsvenskan 1928-29 el equipo estuvo a punto de descender de categoría, pero sólo unos pocos minutos para el final contra el IFK Malmö lograron decidir el partido y el AIK permaneció en la Allsvenskan. Las razones por las que la economía era mala fueron, entre otras cosas, costosos fichajes, como Axel "Massa" Alfredsson del Helsingborgs IF, que fue la adquisición más polémica en el fútbol sueco hasta el momento.
Sin embargo, con el contrato renovado, el equipo recibió aire nuevo y la temporada 1931-32 fue el primer título. Esto fue parte de un exitoso período en que el equipo no perdió en 13 partidos, y solo tuvo una derrota durante el año. La multitud llenó el Estadio de Estocolmo, hogar de AIK desde 1912. AIK tuvo un promedio de público de 17 728 espectadores en esta temporada dorada. También fue este año cuando la leyenda y portero Gustav Sjöberg comenzó a jugar para AIK. Hizo su debut con solo 19 años, el 31 de julio de 1932 en un partido contra IS Halmia en Örjans vall. Sjöberg jugó en el club hasta 1950 y disputó un total de 321 partidos oficiales, que es un récord del club que aún se mantiene en la actualidad. Durante su carrera, fue internacional con el equipo nacional sueco en 21 ocasiones. En 1934 se retiró Per Kaufeldt, otra leyenda del club, que anotó 122 goles con la camiseta del AIK.
La temporada 1936-37 significó un nuevo período positivo para AIK que ganó Allsvenskan con nueve puntos sobre el IK Sleipner. La temporada se volvió más especial para AIK, que en abril de este año dejó el Estadio de Estocolmo y se mudó al recién construido estadio nacional Råsunda Fotbollsstadion. El primer partido en el estadio fue contra el Malmö FF, que terminó 4-0 para el AIK ante 24 761 espectadores. Este año, AIK también obtuvo su primer pichichi, Olle Zetterlund, que anotó 23 goles, dato que ningún jugador del club podría superar durante el siglo XX.
Los años posteriores a la Segunda Guerra Mundial ofrecieron las primeras posiciones 1946-47 (2.ª) y 1947-48 (3.ª), pero luego comenzaron a deteriorarse para el club, a pesar de un gran interés público. En la temporada 1949-50, el club, por ejemplo, alcanzó su récord en todo momento de 21 768 espectadores, cifra que tomaría tiempo volver a ver hasta el siglo XXI antes de que AIK experimentara un nivel tan alto de afluencia de nuevo.

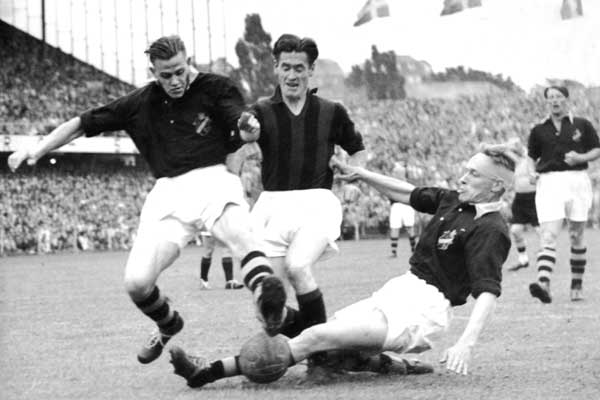
Partido amistoso entre el AIK y AC Milan en Råsunda. Nils Liedholm (en el centro) aparece entre Lennart Karlsson (derecha, en el suelo) e Ivan Bodin (izquierda).

### Descenso y época de crisis (1951-1979)
En junio de 1951 el AIK descendió a la División II, la segunda división de fútbol sueca, por primera vez en la historia del club. En la última temporada de la temporada, AIK se encontró en el Råsunda contra el Malmö FF, quien había jugado 49 partidos suecos consecutivos seguidos sin perder. AIK logró romper el récord del Malmö, aún en pie hoy, al ganar 1-0, pero necesitaba un gol más para completar la permanencia. El nuevo fichaje del Hammarby IF, Lennart Skoglund, fue comprado al Inter después de jugar solo cinco partidos en AIK. El club, sin embargo, volvió a la Allsvenskan después de una temporada en la División II y a mediados de la década de 1950 el AIK descubrió otra nueva promesa: Kurt Hamrin, que junto con Leif Skiöld e Ingvar "Tjøtta" Olsson formó un ataque de éxito para alcanzar el subcampeonato de la Allsvenskan. Sin embargo, Hamrin en 1956 se marchó a Italia y el AIK siguió algunos años menos exitosos.
En 1962, el AIK volvió a la segunda división, pero regresó inmediatamente a una existencia estable en Allsvenskan a finales de los años setenta. Durante un tiempo, a principios de los 70, fueron los favoritos al título de forma constante, con jugadores destacados como Yngve y Börje Leback y Rolf Zetterlund. En un partido contra Djurgårdens IF en 1975, el AIK obtuvo el segundo registro de público más alto cuando 40 669 personas vieron el derbi. En 1979 AIK regresó a la segunda división, lo que significaba que Malmö FF pasó al AIK en la tabla histórica de la liga, pero AIK volvió a Allsvenskan rápidamente al año siguiente.

### Mejora de resultados y Europa (1980-presente)
AIK en la década de 1980 se asocia a menudo con el ganador del Guldbollen Sven "Dala" Dahlkvist y también ganó la Allsvenskan en 1983. Sin embargo, el club vivía una profunda crisis económica. Por ejemplo, en el caso de Allsvenskan en 1992, tenían un valor negativo de SEK10 millones. Una de las razones por las cuales la economía era frágil era, entre otras cosas, los gastos del AIK Hockey. Poco a poco comenzó a mejorar la economía del club. En 1992, el club estuvo a punto de lograr proclamarse campeón sueco, lo que habría sido una excepción en una época dominada por el IFK Göteborg.
En 1997, sin embargo, AIK alcanzó otro punto alto en la historia del club cuando el equipo jugó cuartos de final en la Recopa de Europa contra el FC Barcelona. AIK tomó la delantera en el primer partido en el equipo visitante en España con 1-0 al comienzo del partido, pero el Barcelona remontó y ganó por 3-1. A pesar de que AIK parecía estar fuera del torneo y había menos grados cuando se jugó el partido de vuelta en el Råsundastadion el partido de vuelta terminó 1-1. El año siguiente, 1998, AIK ganó su décimo título de liga. La audiencia también se elevó: en el intercambio de casa contra Hammarby IF, por ejemplo, llegaron 31 000 espectadores, la cifra de audiencia más alta de AIK desde 1975, que fue un récord por parte de AIK. Este año, el equipo hizo solo 25 goles en 26 partidos a pesar de ganar el Allsvenskan.

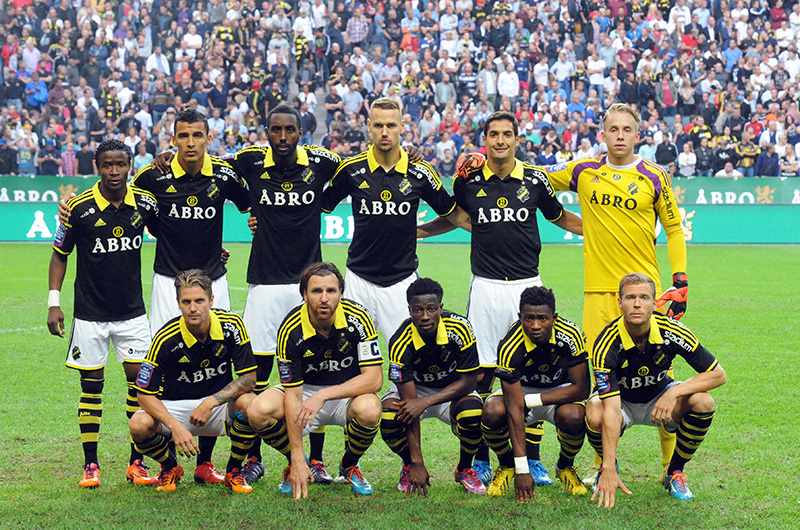
Alineación del AIK en 2014 antes de un derbi frente al Djurgårdens IF.

Después de este año, la atracción general del público del club ha sido la más notable: todos los años desde 1998 hasta 2002, la afluencia de público aumentó. En 1999, el club jugó por primera vez la fase de grupos de la Liga de Campeones de la UEFA en un grupo con el Arsenal FC, ACF Fiorentina y FC Barcelona y terminó último. En Allsvenskan, tampoco fue como se esperaba: quedaron segundos en 1999 después de sus propios errores ante el Helsingborgs IF.
La temporada 2004 se convirtió en un año nefasto para AIK en muchos sentidos, principalmente porque descendieron a la Superettan, pero también debido a una economía debilitada, debido a adquisiciones costosas. Lo más notable durante la temporada de 2004 fue el partido contra el Hammarby IF cuando cientos de aficionados del AIK trataron de asaltar el partido cuando el Hammarby venció 1-0. Esto provocó que el AIK cumpliese una sanción para jugar sin público, perdieron 3-0, lo que significaba que descendieron a la Superettan.
En la Superettan 2005 el AIK volvió a Allsvenskan y ganó por nueve puntos de diferencia al Östers IF, que sigue siendo el margen más grande en que un equipo ganó el Superettan desde que comenzó la serie. Derek Boateng, quien fue comprado en 2003 y estaba a punto de marcharse del AIK antes de la temporada 2005 porque no tuvo el rendimiento esperado en 2003 y 2004, fue una parte importante en el hecho de que AIK nuevamente jugase en Allsvenskan. Se estableció un registro de audiencia posterior para el Superettan cuando 23 460 personas vieron el juego de AIK en casa contra GAIS. La media anual fue de 11 872, que también fue un récord para el Superettan.
El AIK sorprendió a muchos al ganar partido tras partido en su regreso a la elite del fútbol sueco y terminó segundo después del IF Elfsborg. Al mismo tiempo que AIK ganó contra el Malmö FF con 3-0 en la última ronda crucial del Allsvenskan, IF Elfsborg ganó 1-0 contra el Djurgårdens IF, ganando así el campeonato con un punto de diferencia con el AIK. La asistencia de público de esta temporada, 21 434 personas, fue el promedio más alto para AIK desde la temporada 1949/50, el promedio también fue el más alto para toda Suecia desde 1977. En 2006, el equipo también jugó en la Royal League por primera vez, pero no avanzó a los cuartos de final, sino que terminó en el grupo.
El club ganó el Allsvenskan y la Copa sueca 2009 y la Supercopa 2010.
En 2016, tras los malos resultados obtenidos por Andreas Alm, el club decide contratar nuevamente a Rikard Norling como entrenador, obteniendo buenos resultados de inmediato, terminando en la segunda posición en los años 2016 y 2017.
Sin embargo, tras una fuerte inversión gracias a los ingresos obtenidos por la venta del joven Alexander Isak al Borussia Dortmund, el club contrató a diversas figuras como el retorno de Henok Goitom, Stefan Silva, Sebastian Larsson, entre otros con el objeto de pelear la Allsvenskan.
El 2018 fue un gran año para el club a nivel nacional, ya que tras una gran campaña, que trajo 19 triunfos, 10 empates y tan solo una derrota contra IFK Norrköping, el club se corona campeón por 12ª vez, tras derrotar en Guldfågeln Arena a Kalmar FF, con anotación de Robin Jansson.

## Uniforme
El club tiene una gran fama por su uniforme.
Nike hace los uniformes de AIK minuciosamente detallados, haciendo ediciones especiales año tras año, con detalles únicos que despierta el interés de cientos de coleccionistas en todo el mundo.
- Uniforme titular: Camiseta negra, pantalón blanco y medias negras y amarillas.
- Uniforme alternativo: Camiseta blanca con doble franja negra y amarilla, pantalón blanco y medias blancas.

### Evolución
| 2018 | 2019 | 2020 | 2021 | 2022 | 2023 | 2024 | 2025 |

## Rivalidades
El principal rival del AIK es el Djurgårdens IF Fotboll, también formado en 1891 en Estocolmo, solo tres semanas después del AIK. Este derbi es ampliamente considerado como la rivalidad más feroz del fútbol sueco, y el encuentro entre ambos clubes se conoce como Tvillingderbyt (literalmente: «derbi de los gemelos»). El AIK también mantiene una fuerte animadversión hacia otro de los clubes de la capital, el Hammarby IF. Fuera de Estocolmo, sus principales rivales son el IFK Göteborg y el Malmö FF.

## Jugadores

### Plantilla
- = Lesionado de larga duración

### Jugadores destacados
| - Jyrki Niemenen - Esa Pekonen - Kari Virtanen - Derek Boateng - Erik Almgren - Andreas Andersson - Sven Andersson - Björn Anlert - Lennart Backman - Thomas Bergman - Orvar Bergmark - Kim Bergstrand - Björn Carlsson - Henry Carlsson - Lennart Carlsson - Sven Dahlkvist - Erik Edman - Jan Eriksson - Göran Göransson - Roland Grip | - Kurt Hamrin - Magnus Hedman - Nils-Eric Johansson - Pontus Kåmark - Göran Karlsson - Pär Kaufeldt - Björn Kindlund - Rudolf Kock - Thomas Lagerlöf - Peter Larsson - Börje Leander - Börje Leback - Yngve Leback - Anders Limpar - Bernt Ljung - Teddy Lučić - Björn Lundberg - Arne Lundqvist - Daniel Majstorović - Olof Mellberg | - Nabil Bahoui - Johan Mjällby - Axel Nilsson - Harry Nilsson - John Nilsson - Krister Nordin - Owe Ohlsson - Eric Persson - Gösta Persson - Mats Rubarth - Ove Rübsamen - Pascal Simpson - Gustav Sjöberg - Valter Sköld - Gary Sundgren - Daniel Tjernström - Ernst Wahlberg - Mauro Óbolo - Celso Borges - Henok Goitom | - Mohammed Bangura - Alexander Isak - Nicolás Stefanelli - Kenny Stamatopoulos - Oscar Linnér |

## Números retirados
1 – Aficionados del club

27  Ivan Turina - ARQ (2010-13)

## Entrenadores
| - Ferdinand Humenberger (1930–32) - Jimmy Elliott (1932–34) - Per Kaufeldt (1934–40) - Václav Simon (1940–44) - Istvan Wampetits (1944–48) - George Raynor (1948–52) - Per Kaufeldt (1951–56) - Henry Carlsson (1956–58) - Frank Soo (1958) - Erik "Lillis" Persson (1959) - Lajos Szendrödi (1960–61) - Hilding "Moggli" Gustafsson (1962–64) - Henry Carlsson (1965–66) - Ingemar Ingevik (1967–68) - Torsten Lindberg (1969–70) - Jens Lindblom (1971–74) - Keith Spurgeon (1975) - Kurt Liander (1975) - Lars-Oscar Nilsson (1976) - Gunnar Nordahl (1977–78) - Olavus Olsson (1978 – Dec 78) - Jens Lindblom (1979) - Bo Petersson (1979–80) - Rolf Zetterlund (1981–86) - Göran Åberg (1987) - Nisse Andersson (1987) - Sanny Åslund (1988–90) - Tommy Söderberg (1991–93) | - Hans Backe (enero de 1994 – junio de 1995) - Erik Hamrén (enero de 1995 – diciembre de 1997) - Stuart Baxter (enero de 1998 – diciembre de 1999) - Olle Nordin (2001–02) - Peter Larsson (2002) - Dušan Uhrin (julio de 2002 – octubre de 2002) - Richard Money (enero de 2003 – abril de 2004) - Patrick Englund (2004) - Rikard Norling (enero de 2005 – noviembre de 2008) - Mikael Stahre (enero de 2009 – abril de 2010) - Björn Wesström (interino) (abril de 2010 – junio de 2010) - Alex Miller (junio de 2010 – noviembre de 2010) - Andreas Alm (enero de 2011– mayo de 2016) - Rikard Norling (mayo de 2016 - Julio de 2020) - Bartosz Grzelak (Julio de 2020-presente) |

## Palmarés
| Torneos nacionales                | Títulos                                             | Subcampeonatos                                                                                       |
| --------------------------------- | --------------------------------------------------- | --- |
| Allsvenskan (6/15)                | 1932 , 1937 , 1992 , 1998 , 2009 , 2018             | 1931 , 1935 , 1936 , 1939 , 1947 , 1972 , 1974 , 1984, 1986 , 1999 , 2006 , 2011, 2013 , 2016 , 2017 |
| Copa de Suecia (8/8)              | 1949 , 1950 , 1976, 1985 , 1996 , 1997 , 1999, 2009 | 1943 , 1947 , 1969 , 1991, 1995 , 2000, 2001, 2002                                                   |
| Supercopa de Suecia (1/1)         | 2010                                                | 2012                                                                                                 |
| Campeonato amateur de Suecia (6)  | 1900 , 1901 , 1911 , 1914 , 1916 , 1923             | |
| Supercopa amateur de Suecia (4/3) | 1908, 1909, 1914 , 1916                             | 1905, 1906, 1915                                                                                     |
| Superettan (1)                    | 2005                                                | |
| Copa amateur de Suecia (0/5)      |                                                     | 1910, 1915 , 1916 , 1923 , 1924                                                                      |
| Copa Corintio (0/2)               |                                                     | 1912 y 1913                                                                                          |

| Torneos internacionales         | Títulos                                | Subcampeonatos    |
| ------------------------------- | -------------------------------------- | ----------------- |
| Copa Intertoto de la UEFA (4/1) | 1984, 1985, 1987 y 1994 (compartidos). | 1965 (compartido) |

### Torneos amistosos
- Torneo internacional de Paris (1): 1921
- Escudo de la comunidad de Singapur (1): 2010

## Participación en competiciones de la UEFA
| Temporada | Torneo                        | Ronda                  | Club                    | Casa       | Visita     | Global      |
| --------- | ----------------------------- | ---------------------- | ----------------------- | ---------- | ---------- | ----------- |
| 1964–65   | Copa Intertoto de la UEFA     | Grupo C2               | Angers                  | 4–1        | 1–3        | 2.º lugar   |
| 1964–65   | Copa Intertoto de la UEFA     | Grupo C2               | Sarajevo                | 2–0        | 0–2        | 2.º lugar   |
| 1964–65   | Copa Intertoto de la UEFA     | Grupo C2               | Slovnaft Bratislava     | 3–2        | 1–7        | 2.º lugar   |
| 1965–66   | Copa de Ferias                | 1                      | Bruxelles               | 0–0        | 3–1        | 3–1         |
| 1965–66   | Copa de Ferias                | 2                      | Servette                | 2–1        | 1–4        | 3–5         |
| 1966–67   | Copa Intertoto de la UEFA     | Grupo B3               | Carl Zeiss Jena         | 0–0        | 1–4        | 4.º lugar   |
| 1966–67   | Copa Intertoto de la UEFA     | Grupo B3               | Eintracht Braunschweig  | 3–1        | 0–1        | 4.º lugar   |
| 1966–67   | Copa Intertoto de la UEFA     | Grupo B3               | Górnik Zabrze           | 1–1        | 2–3        | 4.º lugar   |
| 1967      | Copa Intertoto de la UEFA     | Grupo B6               | AGF                     | 1–0        | 2–1        | 3.er lugar  |
| 1967      | Copa Intertoto de la UEFA     | Grupo B6               | Dynamo Dresden          | 1–4        | 2–1        | 3.er lugar  |
| 1967      | Copa Intertoto de la UEFA     | Grupo B6               | Košice                  | 1–1        | 0–4        | 3.er lugar  |
| 1968–69   | Copa de Ferias                | 1                      | Skeid                   | 2–1        | 1–1        | 3–2         |
| 1968–69   | Copa de Ferias                | 2                      | Hannover 96             | 4–2        | 2–5        | 6–7         |
| 1970      | Copa Intertoto de la UEFA     | Grupo B3               | Lausanne Sports         | 1–1        | 2–2        | 3.er lugar  |
| 1970      | Copa Intertoto de la UEFA     | Grupo B3               | Olympique de Marsella   | 2–2        | 2–6        | 3.er lugar  |
| 1970      | Copa Intertoto de la UEFA     | Grupo B3               | Zagłębie Sosnowiec      | 2–1        | 1–2        | 3.er lugar  |
| 1973      | Copa Intertoto de la UEFA     | Grupo 2                | MSV Duisburg            | 3–1        | 1–1        | 3.er lugar  |
| 1973      | Copa Intertoto de la UEFA     | Grupo 2                | PSV Eindhoven           | 0–1        | 0–3        | 3.er lugar  |
| 1973      | Copa Intertoto de la UEFA     | Grupo 2                | Slovan Bratislava       | 1–1        | 0–0        | 3.er lugar  |
| 1973–74   | Copa de la UEFA               | 1                      | B 1903                  | 1–1        | 1–2        | 2–3         |
| 1974      | Copa Intertoto de la UEFA     | Grupo 6                | LASK Linz               | 3–2        | 1–6        | 4.º lugar   |
| 1974      | Copa Intertoto de la UEFA     | Grupo 6                | Spartak Trnava          | 0–1        | 1–2        | 4.º lugar   |
| 1974      | Copa Intertoto de la UEFA     | Grupo 6                | Wisła Kraków            | 0–3        | 0–1        | 4.º lugar   |
| 1975      | Copa Intertoto de la UEFA     | Grupo 5                | Tennis Borussia Berlin  | 2–3        | 3–1        | 4.º lugar   |
| 1975      | Copa Intertoto de la UEFA     | Grupo 5                | Polonia Bytom           | 0–2        | 1–5        | 4.º lugar   |
| 1975      | Copa Intertoto de la UEFA     | Grupo 5                | Zbrojovka Brno          | 1–2        | 0–2        | 4.º lugar   |
| 1975–76   | Copa de la UEFA               | 1                      | Spartak Moscú           | 1–1        | 0–1        | 1–2         |
| 1976      | Copa Intertoto de la UEFA     | Grupo 4                | Baník Ostrava           | 0–1        | 0–2        | 4.º lugar   |
| 1976      | Copa Intertoto de la UEFA     | Grupo 4                | Eintracht Braunschweig  | 1–3        | 1–2        | 4.º lugar   |
| 1976      | Copa Intertoto de la UEFA     | Grupo 4                | Tirol Innsbruck         | 3–3        | 1–3        | 4.º lugar   |
| 1976–77   | Recopa de Europa              | 1                      | Galatasaray             | 1–2        | 1–1        | 2–3         |
| 1984      | Copa Intertoto de la UEFA     | Grupo 5                | Górnik Zabrze           | 2–3        | 0–1        | 1.er lugar  |
| 1984      | Copa Intertoto de la UEFA     | Grupo 5                | Magdeburgo              | 2–0        | 2–0        | 1.er lugar  |
| 1984      | Copa Intertoto de la UEFA     | Grupo 5                | 1. FC Núremberg         | 8–2        | 2–1        | 1.er lugar  |
| 1984–85   | Copa de la UEFA               | 1                      | Dundee United           | 1–0        | 0–3        | 1–3         |
| 1985      | Copa Intertoto de la UEFA     | Grupo 4                | Bohemians Praha         | 2–1        | 1–1        | 1.er lugar  |
| 1985      | Copa Intertoto de la UEFA     | Grupo 4                | St. Gallen              | 0–1        | 6–1        | 1.er lugar  |
| 1985      | Copa Intertoto de la UEFA     | Grupo 4                | Videoton Székesfehérvár | 3–0        | 0–1        | 1.er lugar  |
| 1985–86   | Recopa de Europa              | 1                      | Red Boys                | 8–0        | 5–0        | 13–0        |
| 1985–86   | Recopa de Europa              | 2                      | Dukla Praga             | 2–2        | 0–1        | 2–3         |
| 1987      | Copa Intertoto de la UEFA     | Grupo 6                | Lech Poznań             | 4–1        | 0–0        | 1.º Lugar   |
| 1987      | Copa Intertoto de la UEFA     | Grupo 6                | Lyngby                  | 3–1        | 2–0        | 1.º Lugar   |
| 1987      | Copa Intertoto de la UEFA     | Grupo 6                | Plastika Nitra          | 0–0        | 0–1        | 1.º Lugar   |
| 1987–88   | UEFA Europa League            | 1                      | Vítkovice               | 0–2        | 1–1        | 1–3         |
| 1992–93   | Recopa de Europa              | Dieciseisavos de final | Århus GF                | 3–3        | 1–1        | 4–4 (v.)    |
| 1993–94   | UEFA Champions League         | 1                      | Sparta Prague           | 1–0        | 0–2        | 1–2         |
| 1994      | Copa Intertoto de la UEFA     | Grupo 3                | Bayer Leverkusen        | 3–2        |            | 1.er lugar  |
| 1994      | Copa Intertoto de la UEFA     | Grupo 3                | Lausanne Sports         | 2–1        |            | 1.er lugar  |
| 1994      | Copa Intertoto de la UEFA     | Grupo 3                | Sparta Rotterdam        | 2–2        |            | 1.er lugar  |
| 1994      | Copa Intertoto de la UEFA     | Grupo 3                | Tirol Innsbruck         | 2–0        |            | 1.er lugar  |
| 1994–95   | Copa de la UEFA               | Preliminar             | Mažeikiai               | 2–0        | 2–0        | 4–0         |
| 1994–95   | Copa de la UEFA               | 1                      | Slavia Praga            | 0–0        | 2–2        | 2–2 (v.)    |
| 1994–95   | Copa de la UEFA               | 2                      | Parma                   | 0–1        | 0–2        | 0–3         |
| 1996–97   | Recopa de Europa              | 1                      | KR                      | 1–1        | 1–0        | 2–1         |
| 1996–97   | Recopa de Europa              | 2                      | Nîmes Olympique         | 0–1        | 3–1        | 3–2         |
| 1996–97   | Recopa de Europa              | Cuartos de final       | FC Barcelona            | 1–1        | 1–3        | 2–4         |
| 1997–98   | Recopa de Europa              | 1                      | Primorje                | 0–1        | 1–1        | 1–2         |
| 1999–00   | UEFA Champions League         | 2                      | Dnepr-Transmash         | 2–0        | 1–0        | 3–0         |
| 1999–00   | UEFA Champions League         | 3                      | AEK                     | 1–0        | 0–0        | 1–0         |
| 1999–00   | UEFA Champions League         | Grupo B                | Arsenal                 | 2–3        | 1–3        | 4.º lugar   |
| 1999–00   | UEFA Champions League         | Grupo B                | Barcelona               | 1–2        | 0–5        | 4.º lugar   |
| 1999–00   | UEFA Champions League         | Grupo B                | Fiorentina              | 0–0        | 0–3        | 4.º lugar   |
| 2000–01   | Copa de la UEFA               | Clasificatoria         | FC Gomel                | 1–0        | 2–0        | 3–0         |
| 2000–01   | Copa de la UEFA               | 1                      | Herfølge                | 0–1        | 1–1        | 1–2         |
| 2001      | Copa Intertoto de la UEFA     | 1                      | Carmarthen Town         | 3–0        | 0–0        | 3–0         |
| 2001      | Copa Intertoto de la UEFA     | 2                      | Odense BK               | 2–0        | 2–2        | 4–2         |
| 2001      | Copa Intertoto de la UEFA     | 3                      | Troyes                  | 1–2        | 1–2        | 2–4         |
| 2002–03   | Copa de la UEFA               | Clasificatoria         | ÍBV                     | 2–0        | 3–1        | 5–1         |
| 2002–03   | Copa de la UEFA               | 1                      | Fenerbahçe              | 3–3        | 1–3        | 4–6         |
| 2003–04   | Copa de la UEFA               | Clasificatoria         | ÍF Fylkir               | 1–0        | 0–0        | 1–0         |
| 2003–04   | Copa de la UEFA               | 1                      | Valencia                | 0–1        | 0–1        | 0–2         |
| 2007–08   | Copa de la UEFA               | Clasificatoria 1       | Glentoran               | 4–0        | 5–0        | 9–0         |
| 2007–08   | Copa de la UEFA               | Clasificatoria 2       | Liepājas Metalurgs      | 2–0        | 2–3        | 4–3         |
| 2007–08   | Copa de la UEFA               | 1                      | Hapoel Tel Aviv         | 0–1        | 0–0        | 0–1         |
| 2010–11   | UEFA Champions League         | Clasificatoria 2       | Jeunesse Esch           | 1–0        | 0–0        | 1–0         |
| 2010–11   | UEFA Champions League         | Clasificatoria 3       | Rosenborg BK            | 0–1        | 0–3        | 0–4         |
| 2010–11   | UEFA Europa League            | Play-off               | PFC Levski Sofia        | 0–0        | 1–2        | 1–2         |
| 2012–13   | UEFA Europa League            | Clasificatoria 2       | FH                      | 1–1        | 1–0        | 2–1         |
| 2012–13   | UEFA Europa League            | Clasificatoria 3       | Lech Poznań             | 3–0        | 0–1        | 3–1         |
| 2012–13   | UEFA Europa League            | Play-off               | CSKA Moscú              | 0–1        | 2–0        | 2–1         |
| 2012–13   | UEFA Europa League            | Grupo F                | Dnipro Dnipropetrovsk   | 2–3        | 0–4        | 4.º lugar   |
| 2012–13   | UEFA Europa League            | Grupo F                | Napoli                  | 1–2        | 0–4        | 4.º lugar   |
| 2012–13   | UEFA Europa League            | Grupo F                | PSV Eindhoven           | 1–0        | 1–1        | 4.º lugar   |
| 2014–15   | UEFA Europa League            | Clasificatoria 2       | Linfield                | 2–0        | 0–1        | 2–1         |
| 2014–15   | UEFA Europa League            | Clasificatoria 3       | Astana                  | 0–3        | 1–1        | 1–4         |
| 2015–16   | UEFA Europa League            | Clasificatoria 3       | VPS                     | 4–0        | 2–2        | 6–2         |
| 2015–16   | UEFA Europa League            | Clasificatoria 2       | FC Shirak               | 2–0        | 2–0        | 4–0         |
| 2015–16   | UEFA Europa League            | Clasificatoria 3       | Atromitos               | 1–3        | 0–1        | 1–4         |
| 2016-17   | UEFA Europa League            | Clasificatoria 1       | Bala Town               | 2-0        | 2-0        | 4-0         |
| 2016-17   | UEFA Europa League            | Clasificatoria 2       | Europa                  | 1–0        | 1–0        | 2–0         |
| 2016-17   | UEFA Europa League            | Clasificatoria 3       | Panathinaikos           | 0–2        | 0–1        | 0–3         |
| 2017-18   | UEFA Europa League            | Clasificatoria 1       | NSÍ                     | 0-0        | 5-0        | 5-0         |
| 2017-18   | UEFA Europa League            | Clasificatoria 2       | Zeljeznicar             | 2–0        | 0–0        | 2–0         |
| 2017-18   | UEFA Europa League            | Clasificatoria 3       | S. C. Braga             | 1-1        | 1-2 (pró.) | 2–3         |
| 2018-19   | UEFA Europa League            | Clasificatoria 1       | Shamrock Rovers         | 1–1 (pró.) | 1–0        | 2–1         |
| 2018-19   | UEFA Europa League            | Clasificatoria 2       | FC Nordsjælland         | 0–1        | 0–1        | 0–2         |
| 2019-20   | UEFA Champions League         | Clasificatoria 1       | Ararat-Armenia          | 3–1        | 1–2        | 4–3         |
| 2019-20   | UEFA Champions League         | Clasificatoria 2       | Maribor                 | 3–2        | 1–2        | 4–4 (v.)    |
| 2019-20   | UEFA Europa League            | Clasificatoria 3       | Sheriff Tiraspol        | 1–1        | 2–1        | 3–2         |
| 2019-20   | UEFA Europa League            | Play-Off               | Celtic                  | 1–4        | 0–2        | 1–6         |
| 2022-23   | UEFA Europa Conference League | Clasificatoria 2       | Vorskla Poltava         | 2−0 (pro.) | 2–3        | 4−3         |
| 2022-23   | UEFA Europa Conference League | Clasificatoria 3       | Shkëndija               | 1–1        | 1–1 (pro.) | 2–2 (3–2 p) |
| 2022-23   | UEFA Europa Conference League | Play-off               | Slovácko                | 0−1        | 0–3        | 0−4         |